# Taka
För andra betydelser, se Taka (olika betydelser).
Taka (Tk - Taka / Tākā) är den valuta som används i Bangladesh i Asien. Valutakoden är BDT. 1 Taka = 100 paisa.
Valutan infördes 1972 och ersatte då den tidigare pakistanska rupien. Den har fått sitt namn efter sanskritordet tanka för "silver".

## Etymologi
Enligt The American Heritage Dictionary of the English Language och Banglapedia, kom ordet ṭaka från Sanskritordet ṭaṅka, som betyder silvermynt, ett vandringsord av oklart ursprung, besläktat med turkiska təñkə "mynt, pengar", jämför tatariska tanka, uzbekiska tanga, kazakiska tenge, ryska denʹga.

## Användning
Valutan ges ut av Bangladesh Bank / Bānlādeś Byānk – BB. Denna grundades 1971 och har huvudkontoret i Dhaka.

## Valörer
- Mynt: 1, 2 och 5 taka
- Underenhet: 1, 5, 10, 25 och 50 paisa
- Sedlar: 1, 2, 5, 10, 20, 50, 100 och 500 BDT